# Centre démocratique andorran
Le Centre démocratique andorran (en catalan : Centre Demòcrata Andorrà, abrégé en CDA) était un parti politique andorran affilié à l'Internationale démocrate centriste.

## Historique
En mars 2009, le parti est dissous officiellement après un désaccord entre les membres du parti sur le soutien aux différents candidats des prochaines élections législatives.

## Conseillers généraux membres du CDA+21 (2005-2009)
- Enric Tarrado Vives
- Lurdes Font Puigcernal